# Большой подъязычный проток
Большо́й подъязы́чный прото́к (лат. ductus sublingualis major; синонимы бартолинов проток, бартолиниевский проток) — один из выводных протоков подъязычной слюнной железы.
Большой подъязычный проток открывается или отдельно на подъязычном сосочке, или одним общим отверстием с выводным протоком подчелюстной железы.
Служит для отвода в ротовую полость секрета подъязычной слюнной железы — слюны.

## Этимология
Название бартолинов проток (лат. ductus Bartholinianus) получил по имени открывшего его датского анатома Каспара Бартолина (младшего) (1655—1738). Некоторые авторы пишут, что проток назван в честь его отца, датского натуралиста, физиолога и анатома Томаса Бартолина (1616—1680).
Прилагательное большой включен в название протока потому, что от подъязычных желёз отходит ещё ряд малых протоков, называемых также ривинусовскими (или бахмановскими) протоками — по имени открывшего их немецкого ботаника и анатома Августуса Квиринуса Ривинуса (Бахмана) (1652—1723). Большинство этих протоков открывается на подъязычной складке.